# Narodni park Bernardo O'Higgins
Narodni park Bernardo O'Higgins (špansko Parque nacional Bernardo O'Higgins) je največji od zavarovanih območij v Čilu in pokriva površino 3.525.901 ha v regijah Aysén, Magallanes in Antártica Chilena. Upravljanje tega in drugih narodnih parkov v Čilu je zaupano Corporación Nacional Forestal (CONAF) . Park je imenovan po generalu Bernardu O'Higginsu, prvem vodji države Čile. Narodni park Los Glaciares (Argentina) in Narodni park Torres del Paine sta njegova soseda na vzhodu, narodni park Laguna San Rafael je na severu, narodni rezervat Alacalufes na jugozahodu in narodni rezervat Katalalixar na severozahodu.

## Zgodovina
Najzgodnejši prebivalci tega območja so bili prebivalci Alakalufa.
Leta 1830 je takratni kapitan Phillip Parker King na krovu HMS Beagle obiskal fjord Eyre. 
V juniju 2007 je bilo sporočeno, da je med marcem in majem 2007 izginila vsa voda iz ledeniškega jezera, ki je za sabo pustila 100 metrov globok krater. Nekaj blokov ledu, ki so  plavali na jezeru je ostalo na tleh kraterja. Julija 2007 so znanstveniki lahko pripravili predhodno poročilo, da je izginotje nastalo zaradi podnebnih sprememb. 

## Geografija
Park leži približno med 48 ° in 51 ° 38 'južne širine (med Bakerjevim kanalom in severnim delom kanala de las Montañas. Vzhodno-osrednji del parka je predmet ozemeljskega spora med Čilom in Argentino. Najvišji vrh je vulkan Lautaro na 3607 m, drugi vrhovi pa so Fitz Roy, Cerro Torre in Cerro Riso Patrón. V južnem delu parka so nižje gore, vendar je prizorišče še vedno spektakularno. Vrhunec tega območja je gora Balmaceda z 2035 m, ki jo lepšata ledenika Balmaceda in Serrano.
V mejah parka ni večjih rek, so le ozki fjordi, ki globoko prodirajo med gore in drenirajo ledenike. 

## Ledeniki
V parku je velik del južnopatagonskega ledenega polja. Med glavnimi zanimivostmi je ledenik Píja XI. ali ledenik [Brüggen (ledenik)|Brüggen, iz katerega se občasno lomijo ogromni ledeni bloki. Ledenik Pija XI. je največji ledenik na južni polobli zunaj Antarktike, ki pokriva površino 1265 km² in se je v zadnjih 50 letih povečal za več kot 10 km. Eden od njegovih jezikov meri približno 6 km. Ledena površina ledenika je približno 75 m debela (približno 30 nadstropna stavba) in padajoči led povzroča valove višje od 10 m, dovolj pomembni, da bi prevrnili večje plovilo. Drugi izstopni ledeniki so Chico, O'Higgins, Jorge Montt, Bernardo, Témpano, Occidental, Greve, Penguin in Amalia.

## Biologija
Področje parka ustreza magellanovi subpolarni gozdni ekoregiji. Gozd je sestavljen iz več vrst listopadnih vrst bukev (Nothofagus betuloides, Nothofagus pumilio, Nothofagus antarctica) in domorodno zimzeleno drevo Drimys winteri.
Park je eden izmed zadnjih zatočišč ogroženega čilskega viličastega jelena (Hippocamelus bisulcus). Tu so tudi vrste, kot so andski kondor, morska vidra (Lontra felina) in kormorani.

## Turizem
Zaradi grobega površja in oddaljenosti območja se turizem v parku le počasi razvija. Dostopen je le z ladjo ali helikopterjem. Ledeniki, ki so na čelu zaliva Última Esperanza in ledenik Píja XI., so najbolj obiskana območja parka. Glavni dostopi za obiskovalce parka so Puerto Natales, Villa O'Higgins, Caleta Tortel in Puerto Edén. Vožnja s kajaki je priljubljena dejavnost v parku.